# Бадре, Жан-Мари-Клеман
Жан-Мари́-Клема́н Бадре́ (фр. Jean-Marie-Clément Badré, 17 октября 1913 года, Арбуа, Франция — 17 сентября 2001 года, Париж, Франция) — католический прелат, военный ординарий Франции с 15 апреля 1967 года по 10 декабря 1969 год, епископ Байё с 10 декабря 1969 года по 19 ноября 1988 года.

## Биография
24 декабря 1939 года Жан-Мари-Клеман Бадре был рукоположен в священника.
22 июня 1964 года Римский папа Павел VI назначил Жан-Мари-Клемана Бадре вспомогательным епископом архиепархии Парижа и титулярным епископом Аквы Новой Проконсуларийской. 3 сентября 1964 года в состоялось рукоположение Жана-Мари-Клемана Бадре в епископа, которое совершил архиепископ Парижа Морис Фельтен в сослужении с архиепископом Тулузы Габриэлем-Мари Гарроном и архиепископом Марселя Марком-Арманом Лальером.
Участвовал в работе III и IV сессиях Второго Ватиканского собора.
15 апреля 1967 года Римский папа Павел VI назначил Жана-Мари-Клемана Бадре военным ординарием Франции. Эту должность Жан-Мари-Клеман Бадре исполнял до 10 декабря 1969 года, когда он был назначен епископом Байё.
19 ноября 1988 года подал в отставку. Скончался 17 сентября 2001 года в Париже.